# Rein Taaramäe
Rein Taaramäe (Tartu, 24 de abril de 1987) é um ciclista estoniano,que compete na equipa belga Intermarché-Wanty-Gobert Matériaux.

## Biografia
Estreia como profissional em 2008, ganhando a sexta etapa (uma contrarrelógio) do Tour de l'Avenir desse ano.
Em 2009, começou a temporada ganhando a classificação da montanha da Volta ao País Basco. Pouco depois, foi terceiro na geral do Volta à Romandia, depois de ter sido segundo na etapa rainha.
Em 2011 ganhou seu segundo Campeonato da Estónia Contrarrelógio e a décima quarta etapa da Volta a Espanha compreendida entre Astorga e La Farrapona.
No ano 2012 começou-o bem ficando segundo na classificação da Volta à Andaluzia e terceiro na geral de Étoile de Bessèges. Além disto ficou também segundo na penúltima etapa da Paris-Nice. Depois destes resultados colocou-se em primeiro posto na classificação UCI Continental Profissional. Após estes grandes resultados, a sua sorte mudou e padeceu uma Mononucleose infecciosa e quando se recuperou desta, aleijou-se no cotovelo participando na Volta a Castela e Leão. Ainda assim, conseguiu ser quinto e nono nas sétima e vigésima etapas do Tour de France. Ademais neste ano foi campeão da Estónia no contrarrelógio e terceiro no campeonato de seu país em estrada.
No ano 2013, esteve com problemas respiratórios durante os primeiros meses, mas conseguiu um terceiro posto no GP Cholet-Pays de Loire, a segunda posição no Campeonato da Estónia Contrarrelógio ficando a apenas 5 segundos do ganhador, e a vitória no Campeonato da Estónia em Estrada.
Em agosto de 2014, o gerente geral Alexander Vinokourov da Astana Pro Team, anunciou que Taaramäe tinha assinado um contrato de um ano com a equipa para a temporada de 2015.
2015 começou bem para o Taaramäe com a vitória em Vuelta a Murcia. As esperanças eram grandes com Grandes Voltas em mente, especialmente Tour de France. Em Tour de France 2015, Taaramäe foi escolhido para ajudar Vincenzo Nibali nas montanhas. Infelizmente Taaramäe foi forçado a abandonar a corrida na 11ª etapa devido à doença. Após o dececionante Tour, Taaramäe passou a vencer em grande estilo consecutivos a Volta a Burgos 2015 e Arctic Race da Noruega, em agosto. Rumores de Taaramäe deixando Astana começaram a surgir e no fim de agosto Taaramäe assinou um contrato de um ano com a equipa Katusha.

## Palmarés
| 2007 (como amador) - - 2.º no Campeonato da Estónia Contrarrelógio - 1 etapa do Circuito das Ardenas - 2008 - 2 etapas do Grande Prêmio de Portugal - 1 etapa do Tour de l'Avenir - 2009 - Campeonato da Estónia Contrarrelógio - Campeonato da Estónia em Estrada - Tour de l'Ain, mais 1 etapa - 2011 - Campeonato da Estónia Contrarrelógio - 1 etapa da Volta a Espanha - 2012 - Campeonato da Estónia Contrarrelógio - 3.º no Campeonato da Estónia em Estrada - 2013 - 2.º no Campeonato da Estónia Contrarrelógio - Campeonato da Estónia em Estrada | - 2014 - 1 etapa do Volta à Turquia - Tour de Doubs - 2015 - Volta a Múrcia - 2.º no Campeonato da Estónia em Estrada - Volta a Burgos - Arctic Race da Noruega - 2016 - 1 etapa do Giro d'Italia - Volta à Eslovénia, mais 1 etapa - 2017 - 3.º no Campeonato da Estónia em Estrada - 2019 - Campeonato da Estónia Contrarrelógio - 2021 - Campeonato da Estónia Contrarrelógio - 1 etapa da Volta a Espanha |

## Resultados em Grandes Voltas e Campeonatos do Mundo
| Corrida                | Corrida                | 2008 | 2009 | 2010 | 2011 | 2012 | 2013  | 2014 | 2015 | 2016 | 2017  | 2018  | 2019 | 2020 | 2021 |
| ---------------------- | ---------------------- | ---- | ---- | ---- | ---- | ---- | ----- | ---- | ---- | ---- | ----- | ----- | ---- | ---- | ---- |
|                        | Giro d'Italia          | —    | —    | —    | —    | —    | —     | —    | —    | 29.º | —     | —     | —    | —    | 51.º |
|                        | Tour de France         | —    | —    | Ab.  | 11.º | 36.º | 102.º | 88.º | Ab.  | —    | —     | F. c. | 66.º | —    | —    |
|                        | Volta a Espanha        | —    | 74.º | —    | Ab.  | —    | —     | —    | —    | Ab.  | 147.º | —     | —    | —    |      |
| Mundial em Estrada     | Mundial em Estrada     | Ab.  | Ab.  | —    | —    | Ab.  | —     | Ab.  | 14.º | —    | —     | Ab.   | Ab.  | —    | —    |
| Mundial Contrarrelógio | Mundial Contrarrelógio | 29.º | —    | —    | —    | 35.º | —     | 36.º | 29.º | —    | —     | —     | —    | —    | —    |

—: não participa

F. c.: desclassificado por "fora de controle"

Ab.: abandono

## Equipas
- Cofidis (2007[10]-2014)
  - Cofidis, lhe Crédit par Téléphone (2007-2008)
  - Cofidis, le Crédit en Ligne (2009-2010)
  - Cofidis, Solutions Crédits (2013-2014)
- Astana Pro Team (2015)
- Team Katusha (2016-2017)
  - Team Katusha (2016)
  - Team Katusha-Alpecin (2017)
- Direct Énergie (2018-2020)
  - Direct Énergie (2018-04.2019)
  - Team Total Direct Énergie (04.2019-2020)
- Intermarché-Wanty-Gobert Matériaux[11] (2021-)